# BDSM-Rollen

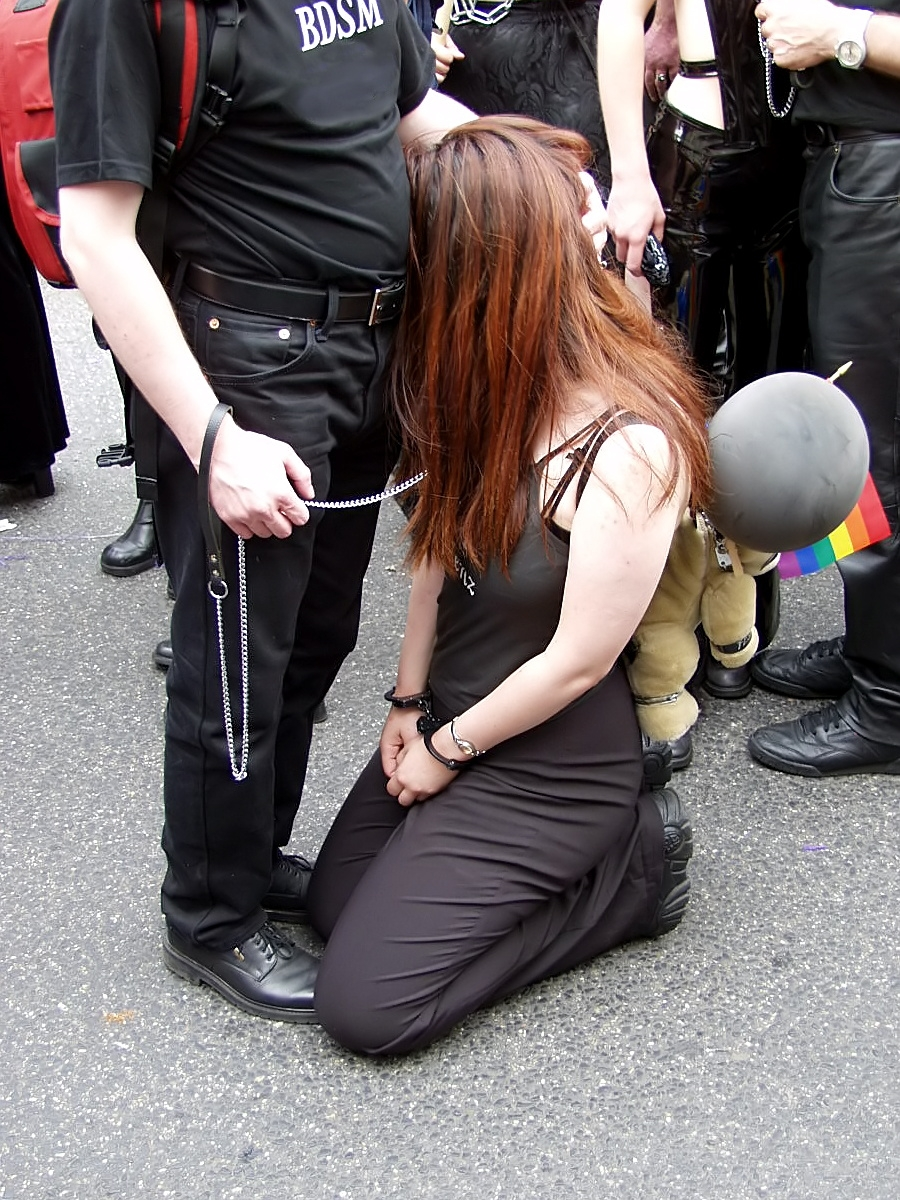
Bottom in Handschellen kniet vor Top auf der Europride 2002 in Köln.

Die beiden Begriffe Top (englisch ‚oben‘) und Bottom (englisch ‚unten‘) bezeichnen in ihrer Bedeutung als BDSM-Rollen die beiden möglichen Rollen, die eine Person für eine begrenzte Zeitdauer, von der Dauer einer einzelnen Spielszene (Session) bis hin zu einer gesamten Beziehung, einnehmen kann. Der Top nimmt hierbei die dominante, meist aktivere Rolle ein, während der Bottom die unterwürfige, oftmals passivere Rolle darstellt. Dazu haben sich die deutschsprachigen Bezeichnungen „oben spielen“ und „unten spielen“ für die Rollen des Top beziehungsweise des Bottom entwickelt.
Sowohl Bottom als auch Top können männlich, weiblich oder divers sein; der Begriff sagt nur etwas über die gewählte Rolle aus.
Die Begriffe Bottom und Top stehen in Abgrenzung zu Dom und Sub/Sklave für die Spielart des SM im Bereich des BDSMs. Letzteres Paar steht für den unterwerfenden bzw. devoten Teil, also DS. Sub und Sklave unterscheiden sich anhand des Vetorechts bei Sessions und/oder der  Beziehungsintensität (bis hin zu 24/7).
Menschen, die derartige Spiele praktizieren, aber nicht auf eine der beiden Rollen fixiert sind, werden Switch genannt.

## Entstehung
Wesentlicher Inhalt der verschiedenen praktizierten Formen des BDSM ist eine Rollenverteilung, da sich ein Partner bewusst vom anderen Schmerz zufügen, disziplinieren (z. B. fesseln und/oder züchtigen) und/oder kontrollieren lässt. Die Unterschiedlichkeit der verschiedenen Rollenspiele, Praktiken und Lebensmodelle hat für jede Art eine eigene Benennung der beiden Spiel- bzw. Lebenspartner entwickelt, beispielsweise wird beim Petplay von Pet/Owner gesprochen, im D/s von Dom/Sub, im Femdom oft von Herrin/Sklave. Die Grenzen sind fließend und die Nutzung des Wortpaares Top/Bottom ist lediglich ein Hilfsmittel, um die begrifflichen Schranken zwischen den verschiedenen Spielarten aufzuheben. Als wertneutrales Wortpaar hat sich die Verwendung von Top/Bottom in BDSM-bezogenen Diskussionen durchgesetzt.
Der Begriff Bottom stammt ursprünglich aus dem Homosexuellenjargon, wo er den empfangenden Partner beim Geschlechtsverkehr bezeichnet. Im Englischen drückt das Begriffspaar top/bottom nicht nur oben/unten aus, sondern bottom ist davon abgeleitet auch eine Bezeichnung für das Gesäß. Das Wort Bottom lässt somit eine doppelte Assoziation anklingen. Es wird vermutet, dass sich die Begriffe in den verschiedenen englischsprachigen BDSM-Newsgroups entwickelt haben und mit der zunehmenden Kommunikation zwischen den BDSMlern über das Internet verbreitet hat.
Die häufig alternativ verwendete Bezeichnung Sub leitet sich von der englischen Abkürzung für Submissive ab. Sie wird, vor allem im Bereich des Dominance & Submission, synonym für Bottom verwendet. Der Ausdruck wird zumeist im Zusammenhang mit Dominanz gebraucht und weist meist auf eine vorhandene Vorliebe für Elemente der Unterwürfigkeit und allgemein Statusspiele hin.

## Rollenverständnis

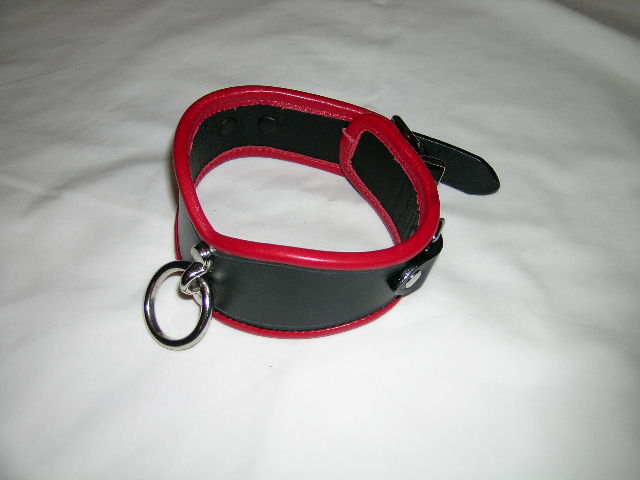
Vorderansicht eines typischen Halsbandes. Solche oder ähnliche Modelle werden sehr häufig von Bottoms getragen.

Mit dem Begriffen Top und Bottom wird lediglich beschrieben, ob es sich innerhalb einer Session oder einer Beziehung um den dominanten/aktiven oder unterwürfigen/passiven Partner handelt. Darüber hinaus beinhaltet der Begriff keine Wertung, beschreibt keine Charaktereigenschaft oder Spielart. Zum Beispiel kann ein Bottom durchaus als Masochist innerhalb einer Szene agieren, aber darüber hinaus kein Interesse daran haben sich seinem aktiven Partner zu unterwerfen oder sich von ihm erniedrigen zu lassen. Umgekehrt ist es genauso möglich, dass ein Bottom ausschließlich eine devote Neigung verspürt und keinerlei Interesse an der Zufügung von Schmerz durch seinen Partner verspürt und diese Spielarten ablehnt.
Ähnliches gilt umgekehrt auch für den Top. Hierbei stehen am einen Ende des Spektrums dominante Partner, die es genießen, Befehle zu geben, dem Zufügen körperlicher Stimulationen jedoch gleichgültig bis ablehnend gegenüberstehen. Am anderen Ende des Spektrums steht der sadistische Top, der körperliche und psychologische Manipulationen an seinem devoten Partner genießt, aber kein Interesse an dessen Unterwerfung hat.

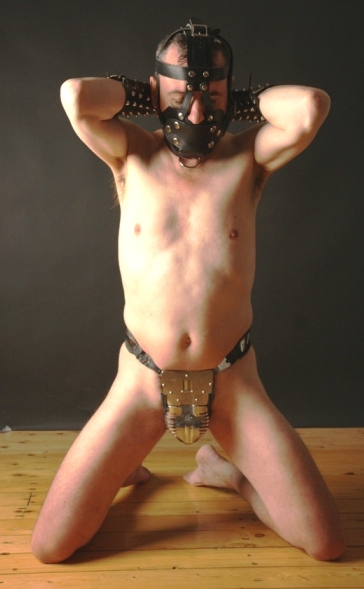
Ein männlicher Bottom in kennzeichnender Haltung, auf den Knien und mit den Händen hinterm Kopf, der die für seinen Status charakteristischen Attribute eines schweren stählernen Keuschheitsgürtels und ledernen Maulkorbes trägt

## Auszeichnung
Um den Status des Subs innerhalb eines BDSM-Spiels allen Beteiligten oder Zuschauern vor Augen zu führen, werden oft allerhand Fetisch-artige Attribute verwendet, wie ledernes oder eisernes Halsband, Maske, Maulkorb, Knebel, Hand- und Fußschellen usw., die neben einer praktischen Funktion auch oft einen hohen Symbolwert besitzen. Das Tragen eines Keuschheitsgürtels macht z. B. klar, dass der Bottom das Sagen über seine eigene Sexualität an den Dominanten übertragen hat. Dazu wird die Ungleichheit beider oft betont durch eine ganze Reihe bestimmter Verhaltensregeln für den Bottom (zu Stehen, Sitzen, Sprechen usw.), die eine Art BDSM-Etikette darstellen können.

## Subspace
Der rauschähnliche, psychische Zustand, in dem sich ein Bottom oder Sub während einer Szene befinden kann, wird Subspace oder „Fliegen“ genannt. In den Subspace „einzutauchen“, das ekstatische Gefühl zu erfahren, für begrenzte Zeit wehrlos zu sein und alle Macht abzugeben, ist für Bottoms/Subs von großer Attraktivität.

## Topping from the Bottom

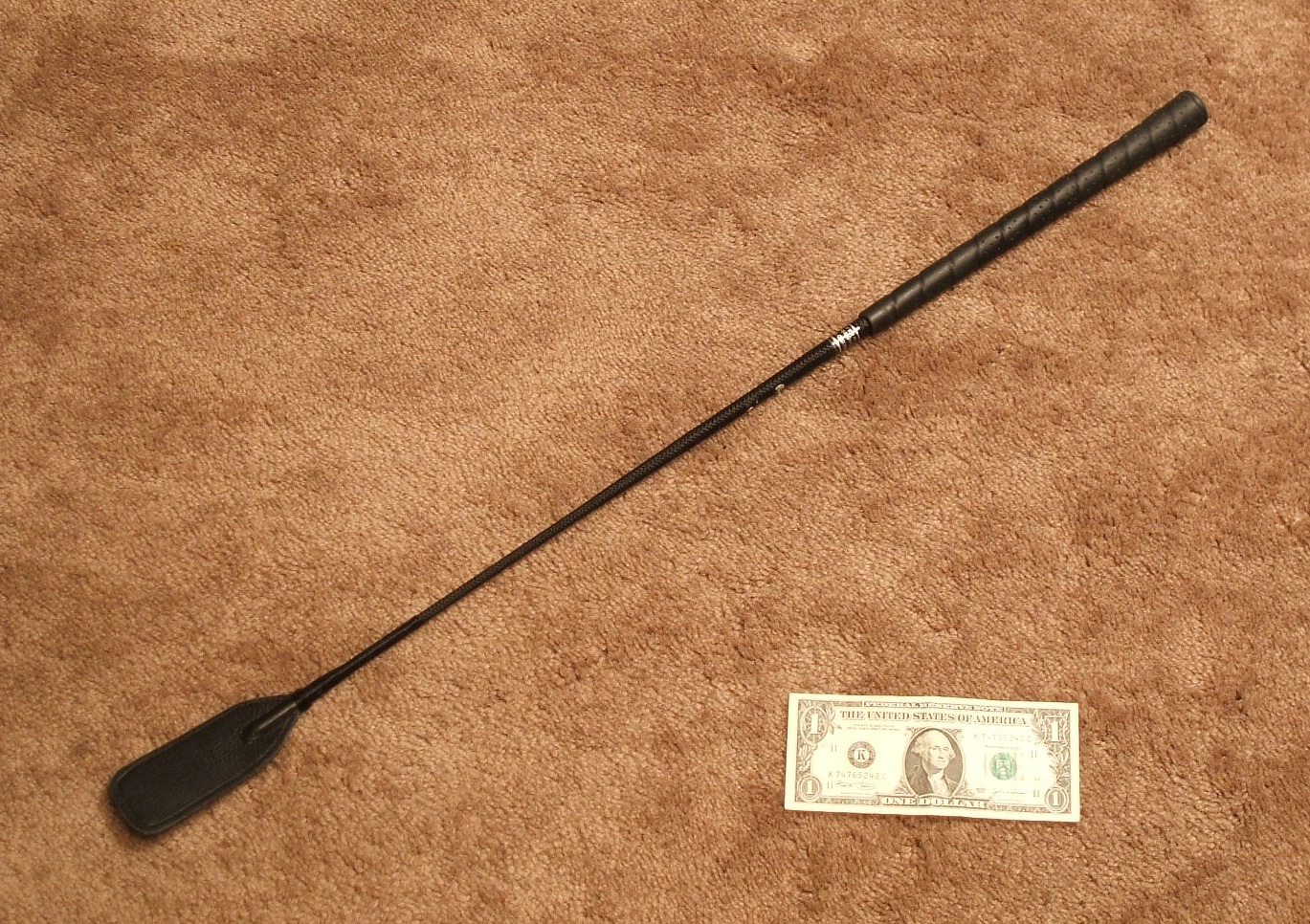
Reitgerten werden von Tops häufig im Rahmen von BDSM als Züchtigungsinstrumente eingesetzt. Ihr sicherer Einsatz erfordert motorisches Können und anatomisches Basiswissen.

Topping from the Bottom (englisch für ‚von unten beherrschen‘): Dieser Ausdruck beschreibt den Versuch des Bottoms, den Top durch Manipulation (Provokation, bewusstes Fehlverhalten) zum Wunscherfüller (Erfüllungsgehilfen) des Bottoms zu machen. Ein solcher Bottom wird in der deutschen BDSM-Szene Wunschzettelsub oder Wunschzettelbottom genannt; in der englischsprachigen Szene wird dafür der Ausdruck pushy Bottom verwendet. Findet das BDSM-Rollenspiel auf den Wunsch des Bottoms hin (und) in der Art und Weise statt, wie der Bottom es haben möchte, wird der aktive Partner auch Service-Top genannt. Innerhalb der BDSM-Szene existiert eine sehr puristische Schule, die ein solches Topping from the Bottom als unvereinbar mit den hohen ethischen Standards betrachtet, die aus ihrer Sicht an BDSM-Beziehungen anzulegen sind.
Eine Person, die in einer Session nur scheinbar die Kontrolle ausübt, sich in Wirklichkeit jedoch strikt an die Anweisungen des Bottoms hält, nennt man im englischen Sprachraum auch Service Top. Im Gegensatz zum Service Top steht der rein dominante Top, der dem unterwürfigen Partner innerhalb der Session Befehle erteilt und/oder ihn unter Verwendung körperlicher oder psychologischer Kontrolltechniken unterwirft.

## Switchen
Im BDSM ist es auch verbreitet, dass die Partner von einem Spiel (Session) zum anderen die Rollen wechseln (englisch: to switch), je nach Stimmung, Partner oder Präferenz. Diese Praxis wird als Switchen (seltener auch als Switching) bezeichnet.